# Josefa Pujol de Collado
Josefa Pujol Babillón, vídua de Collado (Barcelona, ca. 1850 - Madrid, 4 de desembre de 1904) va ser una escriptora, hel·lenista i periodista espanyola.

## Biografia
Nascuda a Barcelona, el seu pare tenia una  llibreria a la Rambla, la qual cosa li va permetre un accés a la cultura que la portà a especialitzar-se en l'estudi de l'antiguitat grecollatina, i també a interessar-se pels problemes de les dones del seu temps. A més de signar amb el seu nom, va fer servir també el pseudònim «Evelio del Monte», per publicar en diferents revistes i diaris d'arreu del país i Iberoamèrica. Es va donar a conèixer al món literari amb el seu veritable nom el 1880 amb la publicació de la revista El Parthenon, de la qual va ser directora i en la qual van col·laborar autors com Emilia Pardo Bazán, Emilio Castelar, Pedro Antonio de Alarcón, Gaspar Núñez de Arce, Benito Pérez Galdós o Víctor Balaguer.

### Hel·lenista
Va estudiar la Grècia antiga, a la qual va dedicar part de la seva obra. L'escriptor Güell, en un estudi crític de les obres de Pujol de Collado, va afirmar que l'escriptora «sent un veritable amor per aquests estudis [sobre la Grècia antiga], posseeix en alt grau la facultat de transmetre les impressions que en el seu ànim aquests especials coneixements dispiertan [sic], i ho fa amb calorós sentiment professional, si així puc expressar-me, i amb un estil interessant, correcte i harmoniós». Va realitzar «monografies històric crítiques», en les quals va tractar temes com l'oracle de Delfos, el culte al déu Apol·lo o el poeta Horaci. Entre els seus treballs es troben La filosofia grega, Els poetes grecoromans, Roma i els bàrbars, Les càtedres d'Alexandria, La ruïna del paganisme o Virgili, entre d'altres. Va donar conferències públiques en diversos ateneus, sobre Grècia antiga. Va escriure una sèrie d'articles biogràfics titulada Galería de mujeres ilustres de les principals heroïnes de l'antiguitat, com Cleòpatra, Hipàcia, Zenòbia, Laura de Noves o Semíramis.

### Opció lingüística
Escrigué la major part de la seva obra en castellà, excepte alguns articles per a determinades revistes en català. Segons Escudé Bartolí, Pujol de Collado devia ser de l'opinió que «el renaixement d'aquest idioma [el català] és tan sols una manifestació de la prodigiosa activitat intel·lectual del nostre poble [el "català"], que necessita dues literatures, la catalana i la castellana, per expressar les aspiracions de l'esperit modern en harmònic consorci amb les seves tradicionals glòries».

### Acadèmica i escriptora
Va ser acadèmica de l'Acadèmia Gaditana de Bones Lletres, i escrigué per a l'acte de recepció un treball titulat «Causas que produjeron el engrandecimiento y la decadencia de Grecia». Va escriure la novel·la Angela, així com Por una apuesta, Un drama de familia, Un sueño de gloria, entre altres obres.

### Feminista
En la seva literatura periodística sempre es va significar en defensa de la igualtat de la dona. Manuel Ossorio i Bernard va afirmar sobre ella que «en els seus treballs ha seguit molt conseqüentment tots els punts que es relacionen amb el feminisme».

### Col·laboracions periodístiques
Va col·laborar en El Globo, La Mañana, La Ilustración de la Mujer de Barcelona, El Álbum Ibero-Americano, Cádiz, Eco de Europa o La Última moda de Madrid, La Producción Nacional, la Revista Cántabro Asturiana i El Cantábrico de Santander, La Opinión o El Noroeste de Gijón, Asta Regia o El Guadalete de Jerez, El Constitucional d'Alacant, La Crónica Meridional d'Almeria, El Fomento de Salamanca, La Moda Elegante de Cadis, El Diario de Córdoba, el Boletín Republicano de Girona, Los debates de Tortosa, La Ilustració Catalana, La Ilustración artística, Valencia Ilustrada, Diario de Valencia, La Ilustración Ibérica, El Día, La Ilustración Católica, La Vanguardia, El Imparcial, El Liberal, El Heraldo, La América, La Moda Europea, que dirigí, La Hormiga de Oro, Aragón Artística, El Correo de la Moda, El Nacional o El Noroeste, a més de dirigir la revista El Parthenon: Revista de Literatura, Ciencias y Artes, entre 1879 i 1880, i el setmanari Flores y Perlas, des del 27 de març de 1884, de la qual va ser també directora. I també a Blanco y Negro, dins del suplement «La mujer y la casa».
Més enllà de l'àmplia tasca periodística en els mitjans espanyols, també escrigué per a diaris i revistes iberoamericans, com ara la Revista de México, El Ábum de la Mujer, La Crónica, El Correo Español, El Nacional o La Voz de México, a Mèxic; La Correspondencia de Puerto Rico, a Puerto Rico; La Lucha, de Cuba; El Cojo Ilustrado, de Veneçuela.